# Petalocephala subacta
Petalocephala subacta är en insektsart som beskrevs av Walker 1870. Petalocephala subacta ingår i släktet Petalocephala och familjen dvärgstritar. Inga underarter finns listade i Catalogue of Life.